# Euphorbia brachyphylla
Euphorbia brachyphylla är en törelväxtart som beskrevs av Denis. Euphorbia brachyphylla ingår i släktet törlar, och familjen törelväxter. IUCN kategoriserar arten globalt som starkt hotad. Inga underarter finns listade i Catalogue of Life.